# Can I Put You On
Can I Put You On è un brano composto e interpretato dall'artista britannico Elton John. Il testo è di Bernie Taupin.
È una delle tracce di spicco dell'album Friends Soundtrack; i brani presenti in questo album sono comunque tutti di ottimo livello. Questa, pur mettendo in evidenza elaborati arrangiamenti (come, per esempio, 'Michelle's Song') dell'arrangiatore britannico Paul Buckmaster, si presenta come un brano decisamente ritmato: alla batteria è presente Nigel Olsson, al basso Dee Murray e alla chitarra Caleb Quaye (avrebbero formato essi la Elton John Band, se Quaye non avesse deciso di unirsi agli Hookfoot).
Can I Put You On  è anche uno dei pezzi più lunghi di Friends.
Raramente eseguito live, è tuttavia presente nell'album 17-11-70.